# John Macvicar Anderson

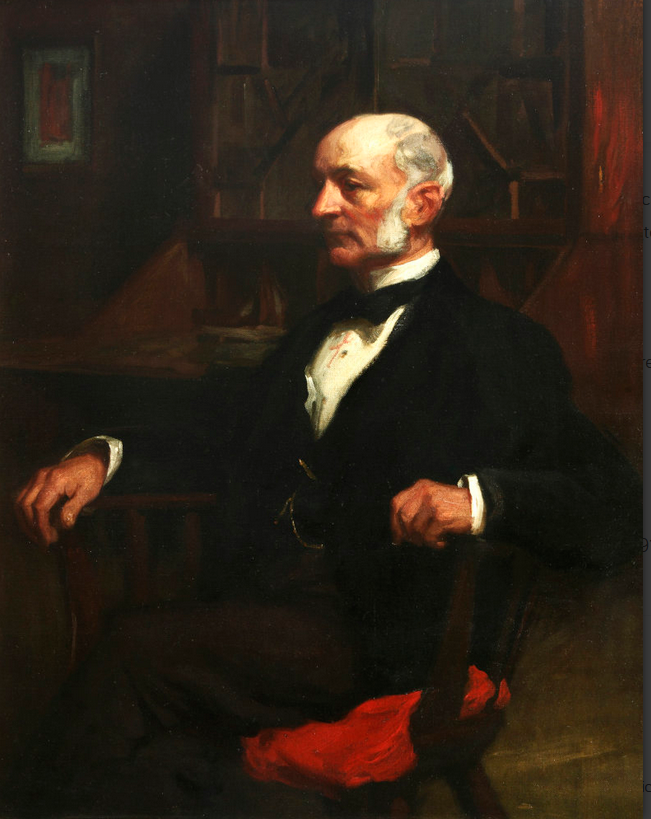
John Macvicar Anderson, Gemälde von Charles Wellington Furse

John Macvicar Anderson (* 11. Juli 1835 in Glasgow; † 9. Juni 1915 in London) war ein britischer Architekt und Maler.

## Leben
Geboren als Sohn des Handelsmannes John Anderson in Glasgow, besuchte John Macvicar Anderson die dortige Collegiate School und die University of Glasgow, begann aber bereits 1851 eine Ausbildung bei William Clarke und George Bell. Beide waren ehemalige Schüler seines Onkels William Burn, der sich auf Landhäuser spezialisiert hatte. Nach einem Umzug nach London schloss John Macvicar Anderson seine Ausbildung unter direkter Aufsicht dieses Onkels ab. 1868 wurde Anderson Burns Geschäftspartner. Im selben Jahr wurde er Fellow des Royal Institute of British Architects (RIBA), nachdem er schon 1864 Mitglied dieser Standesvertretung britischer Architekten geworden war. 
Nachdem Burn 1870 gestorben war, übernahm Anderson das Geschäft und Burns Haus mit der Adresse 6 Stratton Street in London. Hatte er zunächst wie sein Onkel hauptsächlich ländliche Anwesen geplant – 1870 beispielsweise das Pub The Three Pigeons in Richmond –, so entwarf er später auch viele kommerzielle Bauten und öffentliche Einrichtungen.
Von 1881 bis 1889 war er ehrenamtlicher Sekretär des RIBA, von 1891 bis 1894 dessen Präsident. Er war außerdem ehrenamtlicher Architekt des Royal Scottish Hospital und des Royal Caledonian Asylum. Neben der Architektur widmete er sich auch der Malerei. Er schuf vor allem Londoner Stadtansichten. John Macvicar Anderson starb in seinem Haus in London. 
John Macvicar Anderson war verheiratet gewesen und hatte drei Söhne. Der mittlere, Henry Lennox Anderson, führte das Werk seines Vaters fort. 

## Bauten (Auswahl)

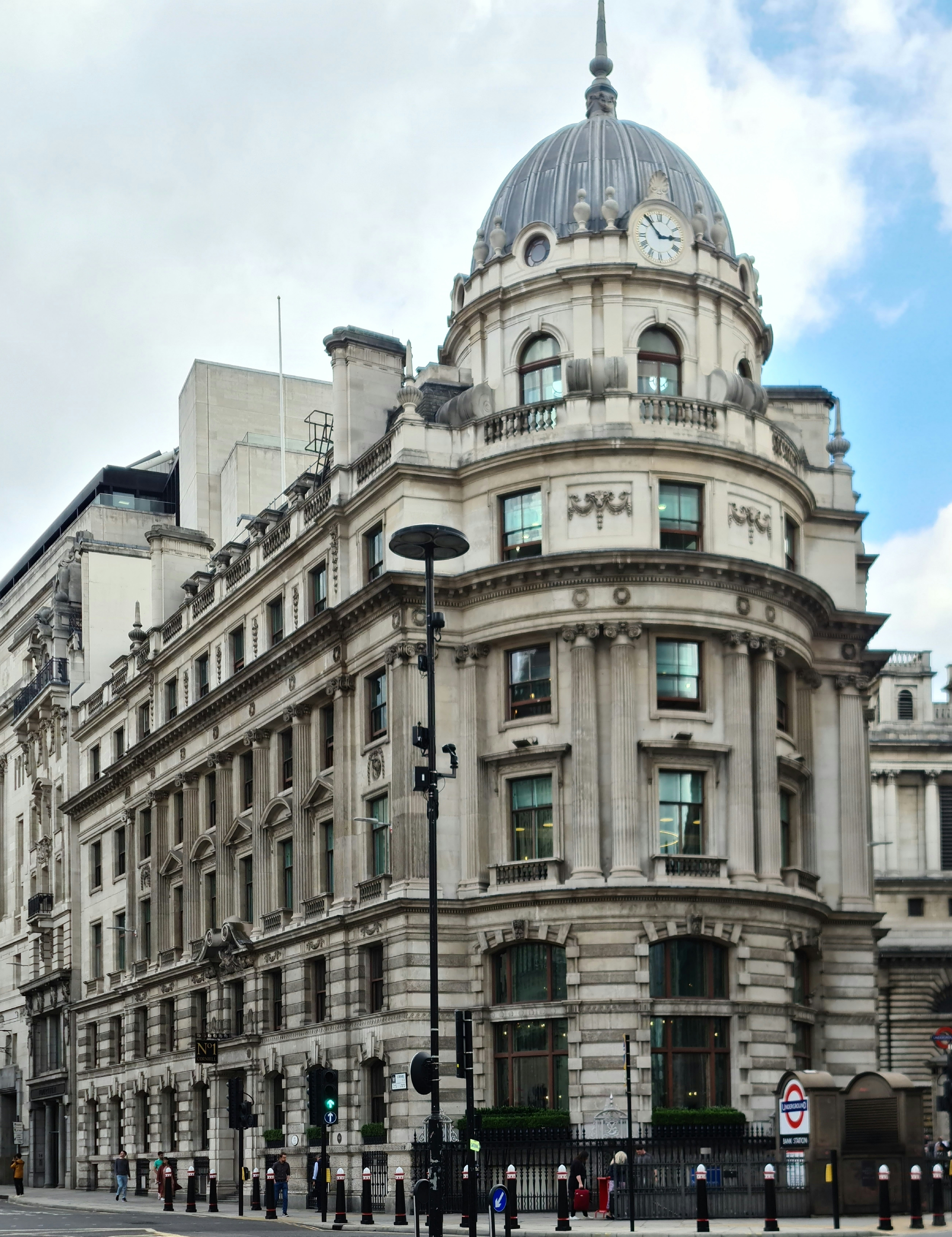
Bau für die Liverpool, London & Globe Insurance

Lockerley Hall in East Tytherley in Hampshire war eines der Gemeinschaftswerke von Burn und Anderson. Der Landsitz stammt aus den Jahren 1868 bis 1871 und steht unter Denkmalschutz. Er wurde in den 1930er Jahren umgestaltet.
1877/78 schuf Anderson die Fassade der Union Bank of Australia mit der Adresse 351 Collins Street in Melbourne. Den eigentlichen Bau entwarfen die australischen Architekten Smith und Johnson. 1889 beauftragte ihn die Union Discount Company, Cornhill, mit einem großen Bau, 1890 folgte die Commercial Bank of Scotland in der Lombard Street. In den frühen 1890er Jahren entwarf er unter anderem das Auktionshaus von Christie’s in Mayfair, 1895 erfolgte der Baubeginn für den fünfstöckigen Neubau der Commercial Union Assurance (Cornhill). Das war bis zu diesem Zeitpunkt das größte Gebäude, das nach Andersons Plänen gebaut wurde. Als später auf dem Nachbargrundstück ein Gebäude der Lloyds Bank errichtet wurde, stürzte ein Teil dieses Versicherungsgebäudes ein. Dieses Unglück wurde als der Cornhill Crash bekannt. Andersons Bau wurde 1929 durch ein Bauwerk nach Plänen von Maurice Webb ersetzt. In der Threadneedle Street wurden 1902 gleich zwei Bauten nach Andersons Entwürfen errichtet: Der Sitz der Eagle Insurance (Nr. 41) und in unmittelbarer Nähe ein Bau für die British Linen Bank (Nr. 38). Die private Coutts Bank leistete sich 1904 einen Bau von Anderson in The Strand. In dem Winkel zwischen Cornhill und Lombard Street wurde 1905 Andersons vielleicht ungewöhnlichstes Bauwerk errichtet. Auftraggeber war die Liverpool, London & Globe Insurance. Der Architekt akzentuierte das Gebäude, das einen dreieckigen Grundriss hatte, mit einer barocken Cupola. 1913 wurde in Northampton der neobarocke Fabrikbau für die Barratt Shoe Factory nach Plänen Andersons errichtet. Der Bau der Phoenix Fire Assurance in der King William Street wurde erst 1922, mehrere Jahre nach dem Tod Andersons, fertiggestellt. Er hatte ihn gemeinschaftlich mit seinem 1875 geborenen Sohn Henry Lennox entworfen.